# Кцоєв Сослан Маїрбекович
Сослан Маїрбекович Кцоєв (рос. Сослан Маирбекович Кцоев; нар. 7 жовтня 1982, Північна Осетія) —  російський борець вільного стилю, бронзовий призер чемпіонату світу, чемпіон Європи. Майстер спорту Росії міжнародного класу з вільної боротьби.

## Життєпис
Боротьбою почав займатися з 1999 року спочатку в Беслані, а з 2000 у Владикавказі.

### Виступи на Чемпіонатах світу
| Змагання                        | Збірна | Вагова категорія          | Місце  |
| ------------------------------- | ------ | ------------------------- | ------ |
| Чемпіонат світу з боротьби 2010 | Росія  | вільна боротьба, до 84 кг | Бронза |

### Виступи на Чемпіонатах Європи
| Змагання                         | Збірна | Вагова категорія          | Місце  |
| -------------------------------- | ------ | ------------------------- | ------ |
| Чемпіонат Європи з боротьби 2009 | Росія  | вільна боротьба, до 84 кг | Золото |

### Виступи на Кубках світу
| Змагання                    | Збірна | Вагова категорія          | Місце |
| --------------------------- | ------ | ------------------------- | ----- |
| Кубок світу з боротьби 2011 | Росія  | вільна боротьба, до 84 кг | 5     |

### Виступи на інших змаганнях
| Змагання                                       | Збірна | Вагова категорія          | Місце  |
| ---------------------------------------------- | ------ | ------------------------- | ------ |
| Турнір Дана Колова — Николи Петрова 2007       | Росія  | вільна боротьба, до 84 кг | Золото |
| Турнір Шаміля Умаханова 2008                   | Росія  | вільна боротьба, до 84 кг | Срібло |
| Гран-прі «Іван Яригін» 2009                    | Росія  | вільна боротьба, до 84 кг | Золото |
| Золотий Гран-прі з боротьби 2009               | Росія  | вільна боротьба, до 84 кг | 7      |
| Золотий Гран-прі з боротьби 2010 (Красноярськ) | Росія  | вільна боротьба, до 84 кг | Бронза |
| Золотий Гран-прі з боротьби 2011 (Красноярськ) | Росія  | вільна боротьба, до 84 кг | Бронза |
| Турнір Яшара Догу 2011                         | Росія  | вільна боротьба, до 84 кг | Золото |
| Золотий Гран-прі з боротьби 2011 (Баку)        | Росія  | вільна боротьба, до 84 кг | Бронза |
| Вогні Москви 2011                              | Росія  | вільна боротьба, до 84 кг | Золото |
| Тестовий турнір FILA 2011                      | Росія  | вільна боротьба, до 84 кг | Срібло |
| Гран-прі «Іван Яригін» 2013                    | Росія  | вільна боротьба, до 84 кг | 5      |
| Міжнародний турнір Олімпія 2013                | Росія  | вільна боротьба, до 84 кг | Золото |
| Вогні Москви 2013                              | Росія  | вільна боротьба, до 84 кг | Золото |
| Гран-прі «Іван Яригін» 2014                    | Росія  | вільна боротьба, до 86 кг | 5      |
| Кубок Рамзана Кадирова 2014                    | Росія  | вільна боротьба, до 86 кг | 5      |
| Вогні Москви 2014                              | Росія  | вільна боротьба, до 86 кг | Золото |
| Гран-прі «Іван Яригін» 2015                    | Росія  | вільна боротьба, до 86 кг | 7      |
| Турнір Алі Алієва 2015                         | Росія  | вільна боротьба, до 86 кг | 7      |
| Турнір Дмитра Коркіна 2017                     | Росія  | вільна боротьба, до 86 кг | Золото |